# نشانه پسواس
نشانه پسواس، همچنین به عنوان تست cope's psoas یا علامت Obraztsova شناخته می‌شود، یک علامت پزشکی است که نشان دهنده تحریک گروه iliopsoas ناشی از خم کردن مفصل ران در شکم است، و در نتیجه نشان می‌دهد که آپاندیس ملتهب از نظر جهت‌گیری رتروسکال است (چون عضله ایلیوپسواس از ناحیه خلفی است).
تکنیک تشخیص علامت psoas روی پای راست بیمار انجام می‌شود. بیمار در حالی که زانوها را دراز کرده در سمت چپ خود دراز می‌کشد. معاینه ران راست بیمار را نگه داشته و مفصل ران را اکستنت می‌کند. در روش دیگر، بیمار به پشت دراز می‌کشد و معاینه کننده از بیمار می‌خواهد که مفصل ران راست را به سمت دست معاینه کننده خم کند و فشار بیاورد.
در صورت بروز درد شکم، «علامت پسواس» مثبت است. این درد به این دلیل ایجاد می‌شود که پسواس با حفره صفاقی هم‌مرز است، بنابراین کشیدگی (با هایپراستنشن در لگن) یا انقباض (با خم شدن لگن) عضلات باعث اصطکاک در برابر بافت‌های ملتهب مجاور می‌شود. به‌طور خاص، عضله ایلیوپسوی سمت راست هنگام خوابیدن بیمار در زیر آپاندیس قرار می‌گیرد، بنابراین یک علامت مثبت پسواس در سمت راست ممکن است ورم آپاندیسیت را نشان دهد. علامت psoas مثبت نیز ممکن است در بیمار مبتلا به آبسه پسواس وجود داشته باشد. همچنین ممکن است در اثر تحریک خلف صفاقی نیز مثبت شود، به عنوان مثال در اثر خونریزی عروق ایلیاک ایجاد می‌شود.
این علامت توسط زاکری کوپ (۱۹۷۱–۱۸۸۱)، یک جراح انگلیسی معرفی شد.